# Spioniades
Spioniades is een geslacht van vlinders van de familie dikkopjes (Hesperiidae), uit de onderfamilie Pyrginae.

## Soorten
- S. abbreviata (Mabille, 1888)
- S. artemides (Stoll, 1782)
- S. libethra (Hewitson, 1868)